# Joseph Pearce
Joseph Pearce (Londra, 12 febbraio 1961) è uno scrittore britannico naturalizzato statunitense.

## Biografia
S'interessa di politica fin da giovane, aderendo al Fronte Nazionale e sostenendo posizioni apertamente razziste e antisemitiche, che lo portano a essere incarcerato due volte. Agnostico, aderisce all'Ordine d'Orange, formalmente protestante, in chiave nazionalistica inglese e anticattolica. 
La lettura di autori cattolici, fra cui Chesterton, Newman, Tolkien e Belloc, lo porta a rivedere radicalmente le proprie posizioni e lo fa avvicinare al cattolicesimo. Durante il suo secondo periodo in prigione (1985–1986), decide di convertirsi; è ricevuto nella Chiesa nel 1989.
Da allora si occupa principalmente di studi letterari e cristianesimo, e ha scritto biografie di numerosi personaggi legati a quest'àmbito, fra cui Shakespeare, Tolkien, Wilde, Lewis, Chesterton, Solženicyn, Belloc, Campbell. Ha svolto e svolge varie attività presso organizzazioni culturali, case editrici, periodici e in televisione; ha tenuto conferenze nelle università di diversi paesi. I suoi libri sono stati tradotti in nove lingue.
Nel 2001 si trasferisce negli Stati Uniti; nel 2014 annuncia d'aver preso la cittadinanza statunitense.